# Hollywood Forever Cemetery

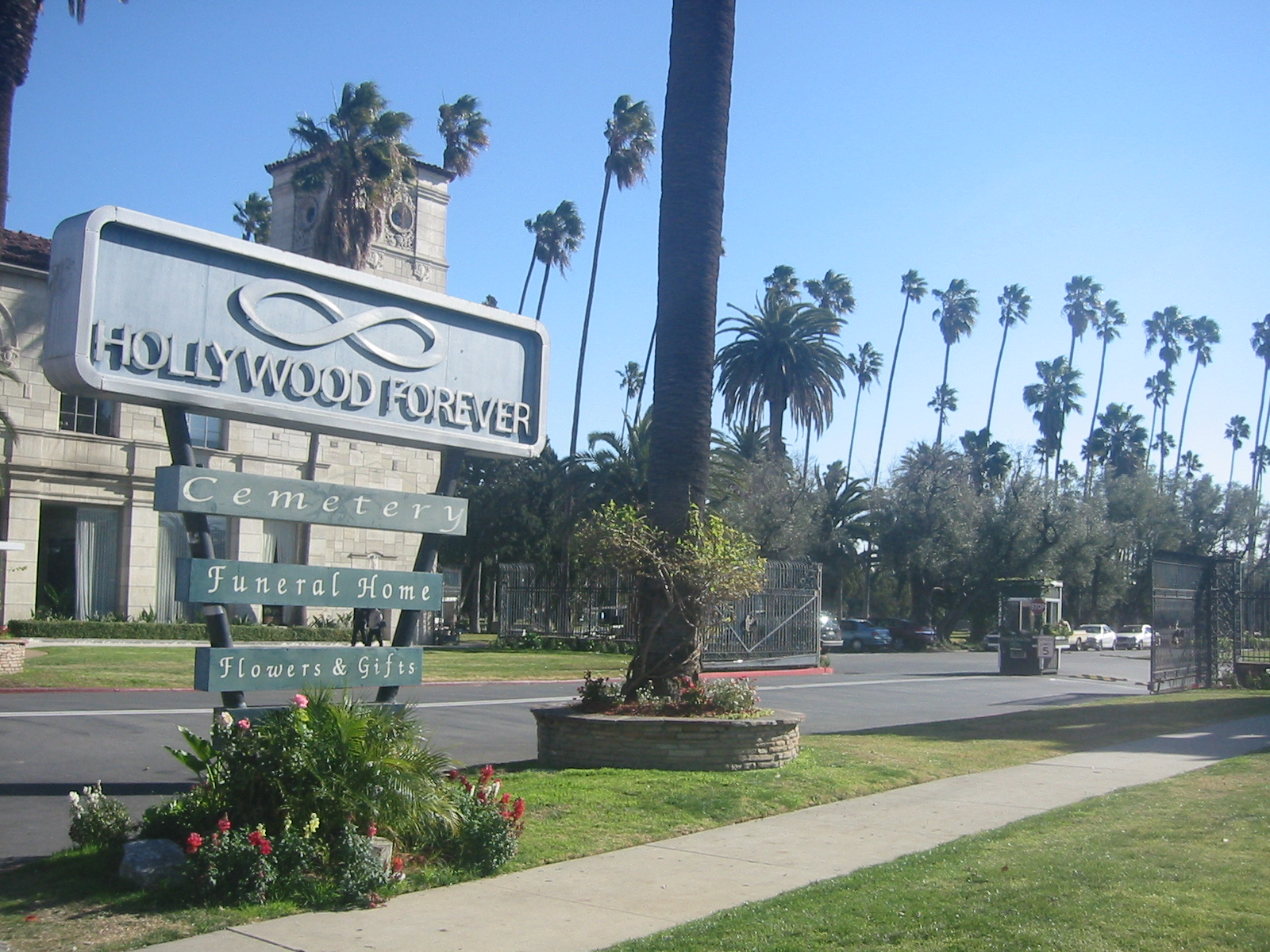
Eingangsbereich des Friedhofs

Der Hollywood Forever Cemetery ist ein Friedhof in Hollywood (Kalifornien). Er liegt am Santa Monica Boulevard und grenzt an die Paramount Studios. Auf dem Friedhof liegen einige der bekanntesten Hollywoodgrößen begraben. Der Friedhof ist seit dem 14. Mai 1999 als Historic District in das National Register of Historic Places eingetragen.

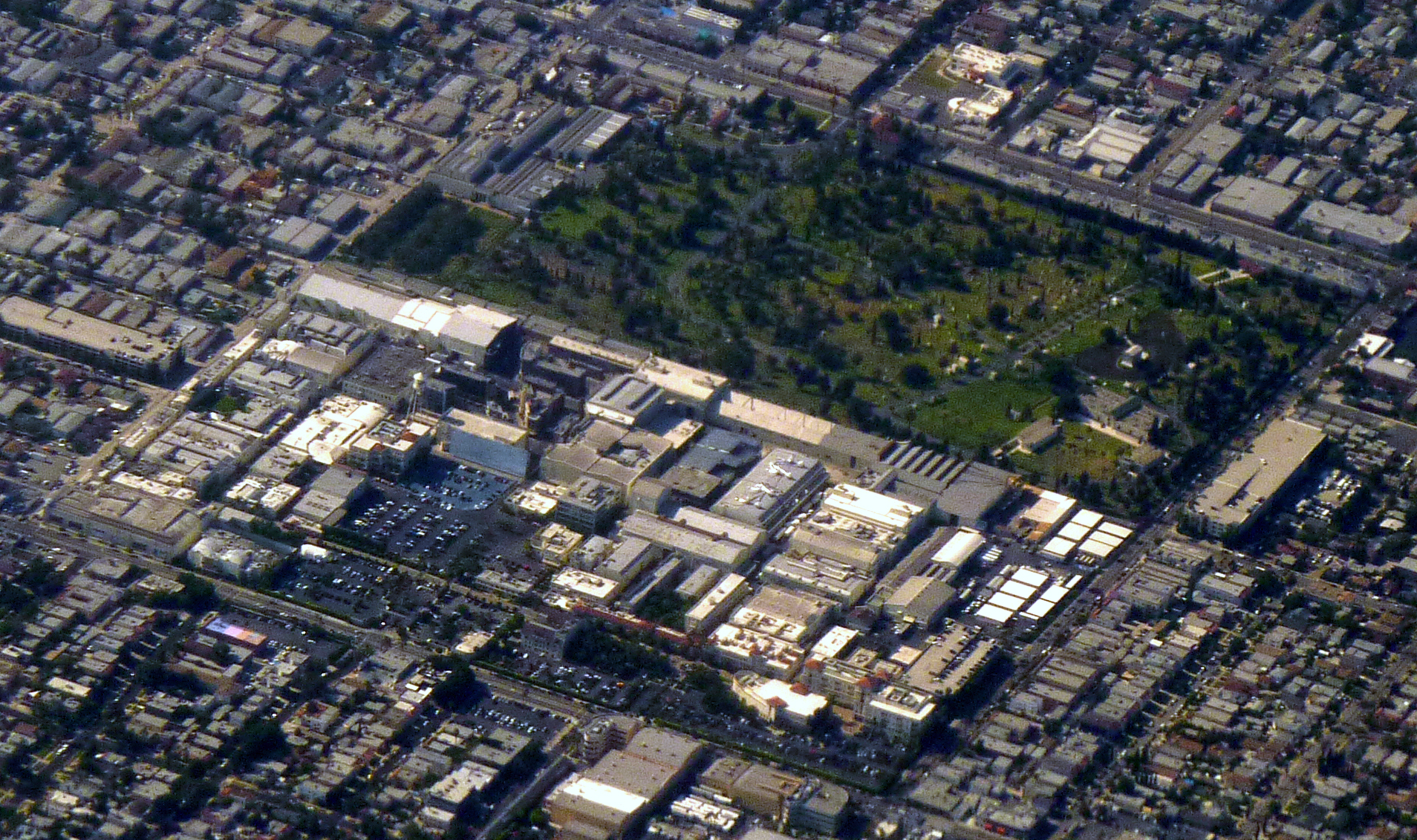
Der Hollywood Forever Cemetery direkt neben dem Filmstudio Paramount Pictures

## Geschichte
Der Hollywood Memorial Park Cemetery wurde 1899 auf einer Fläche von ca. 40 Hektar (100 acre) angelegt. 1920 wurde das gesamte Gelände von den Paramount Studios und RKO Pictures gekauft. Durch Missmanagement verfiel der Friedhof am Ende des 20. Jahrhunderts, und teilweise wurde der Verkauf von Grabstätten von der Regierung Kaliforniens sogar verboten. 1998 wurde der Friedhof im Zuge eines Insolvenzverfahrens für 375.000 Dollar an Forever Enterprises verkauft, die den Friedhof renovierte und umbenannte. Seitdem wurde auch das Verkaufsverbot für Gräber aufgehoben.

## A
- Don Adams (1923–2005), Schauspieler
- Louis Adlon (1907–1947), Schauspieler
- Renée Adorée (1898–1933), Schauspielerin
- Gilbert Adrian (1903–1959), Modemacher
- James Alexander (1914–1961), Schauspieler
- Emanuel Alfieri (1889–1964), Drehbuchautor und Filmproduktionsleiter
- Alan Arkin (1934–2023),  Schauspieler, Sänger, Regisseur und Kinderbuchautor
- Gertrude Astor (1887–1977), Schauspielerin
- Charles Avery (1873–1926), Schauspieler
- Agnes Ayres (1898–1940), Schauspielerin

## B

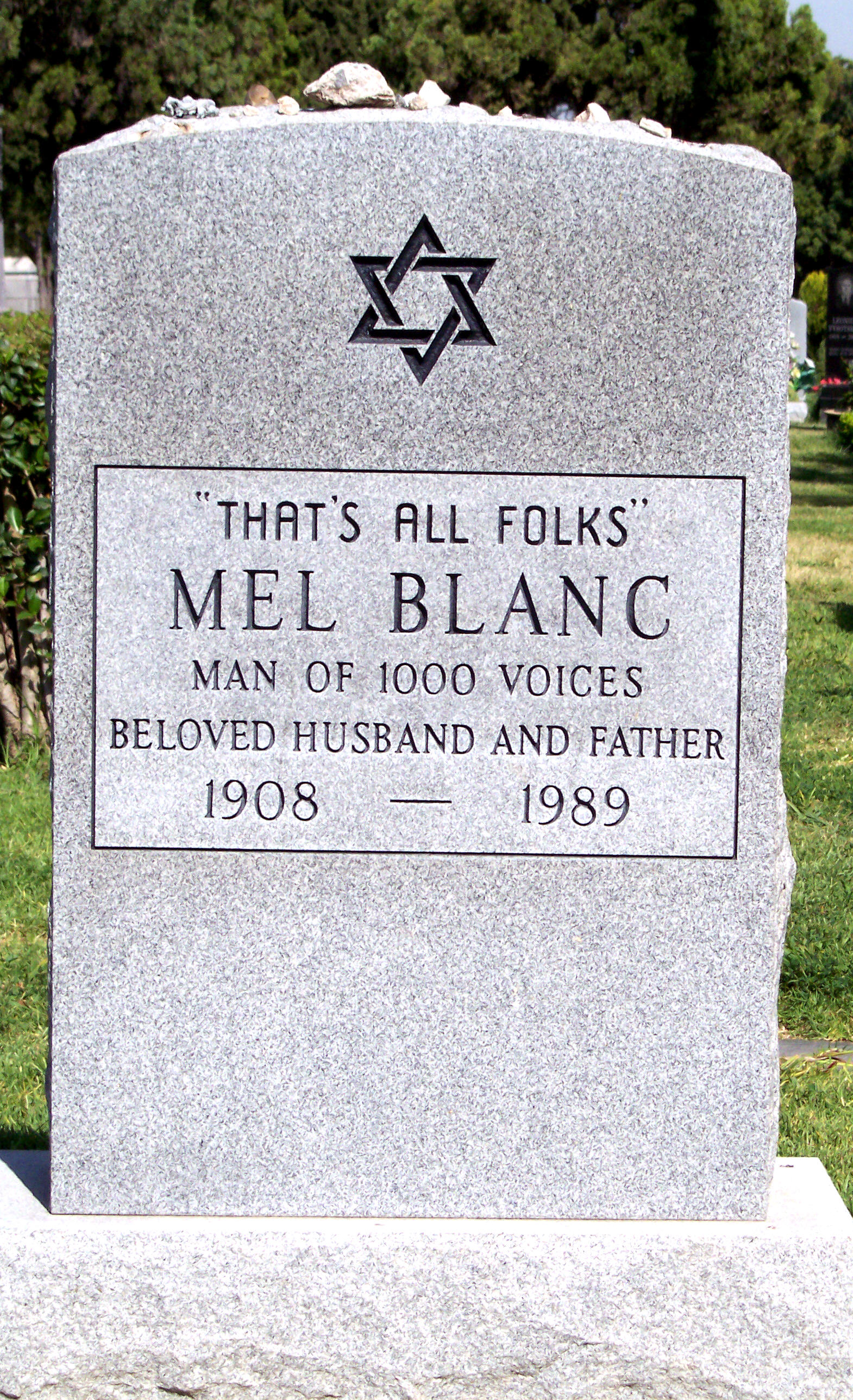
Grab von Mel Blanc

- Leah Baird (1883–1971), Schauspielerin
- Peter Bardens (1944–2002), Keyboarder und Sänger der Band Camel
- Anne Bauchens (1882–1967), Filmeditorin
- William Beaudine (1892–1970), Regisseur
- Tony Beckley (1929–1980), Schauspieler
- Robert Bischoff (1899–1945), Filmeditor
- Richard Blackwell (1922–2008), Kritiker
- Mel Blanc (1908–1989), Schauspieler und Synchronsprecher (u. a. für Bugs Bunny)
- Lucille Bliss (1916–2012), Schauspielerin
- Lilian Bond (1908–1991), Schauspielerin
- Egon Brecher (1880–1946), Schauspieler u. Regisseur
- Felix Bressart (1892 oder 1895–1949), Schauspieler
- Coral Browne (1913–1991), Schauspielerin
- Jack Brooks (1912–1971), Songwriter
- Edward Bunker (1933–2005), Schauspieler
- R. Dale Butts (1910–1990), Komponist für Filmmusik

## C
- Louis Calhern (1895–1956), Schauspieler
- Lynn Cartwright (1927–2004), Schauspielerin
- Charles Chaplin junior (1925–1968), Schauspieler, Sohn von Charlie Chaplin
- Hannah Chaplin (1865–1928), Schauspielerin, Mutter von Charlie Chaplin
- Émile Chautard (1864–1934), Schauspieler, Regisseur, Drehbuchautor
- Al Christie (1881–1951), Regisseur und Produzent
- Lana Clarkson (1962–2003), Schauspielerin
- Iron Eyes Cody (1904–1999), Schauspieler
- Harry Cohn (1891–1958), Gründer von Columbia Pictures
- Cornelius Cole (1822–1924), Politiker
- Erich A. Collin (1899–1961), Sänger, zweiter Tenor der Comedian Harmonists
- Chris Cornell (1964–2017), Rockmusiker
- Irving Cummings (1888–1959), Schauspieler, Regisseur

## D

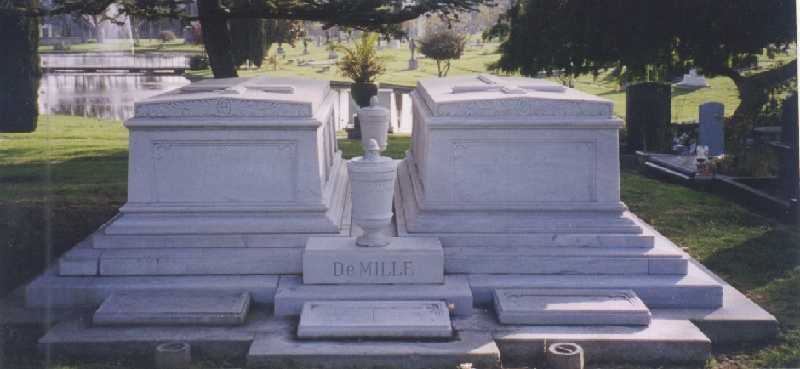
Grab der Familie DeMille

- Orlando da Costa (1929–2006), Schriftsteller, Politiker
- Dick Dale (1937–2019), Musiker (Gitarrist)
- Viola Dana (1897–1987), Schauspielerin
- Karl Dane (1886–1934), Schauspieler
- Bebe Daniels (1901–1971), Schauspielerin
- Joe Dassin (1938–1980), franz. Sänger
- Marion Davies (1897–1961), Schauspielerin
- Cecil B. DeMille (1881–1959), Produzent und Regisseur
- William C. de Mille (1878–1955), Regisseur
- Barry Dennen (1938–2017), Film- und Theaterschauspieler
- Gloria Dickson (1917–1945), Schauspielerin
- Andreas Dippel (1866–1932), Sänger
- Frances Drake (1912–2000), Schauspielerin
- Elmer Dyer (1892–1970), Kameramann

## E
- Maude Eburne (1875–1960), Schauspielerin
- Nelson Eddy (1901–1967), Schauspieler und Sänger
- Skinnay Ennis (1909–1963), Jazzmusiker

## F

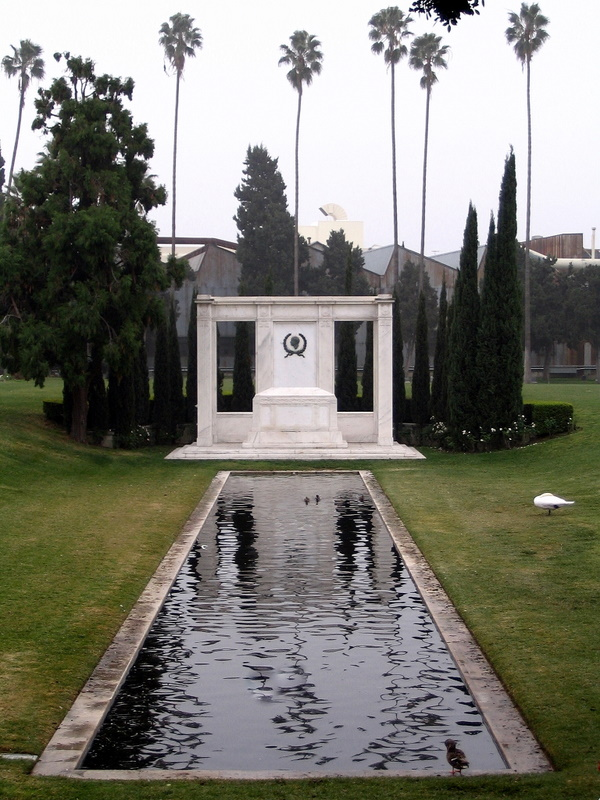
Familiengrab der Fairbanks

- Douglas Fairbanks (1883–1939), Schauspieler
- Douglas Fairbanks junior (1909–2000), Schauspieler
- Daniel L. Fapp (1904–1986), Kameramann
- Maude Fealy (1883–1971), Schauspielerin
- Charles K. Feldman (1904–1968), Filmproduzent
- Perry Ferguson (1901–1963), Szenenbildner
- Peter Finch (1916–1977), Schauspieler
- Abem Finkel (1889–1948), Drehbuchautor
- Victor Fleming (1889–1949), Regisseur
- Kim Fowley (1939–2015), Musikproduzent, Songwriter, Musiker
- Kathleen Freeman (1919–2001), Schauspielerin
- George Froeschel (1891–1979), Schriftsteller, Drehbuchautor
- Leo Fuchs (1911–1994), Schauspieler

## G

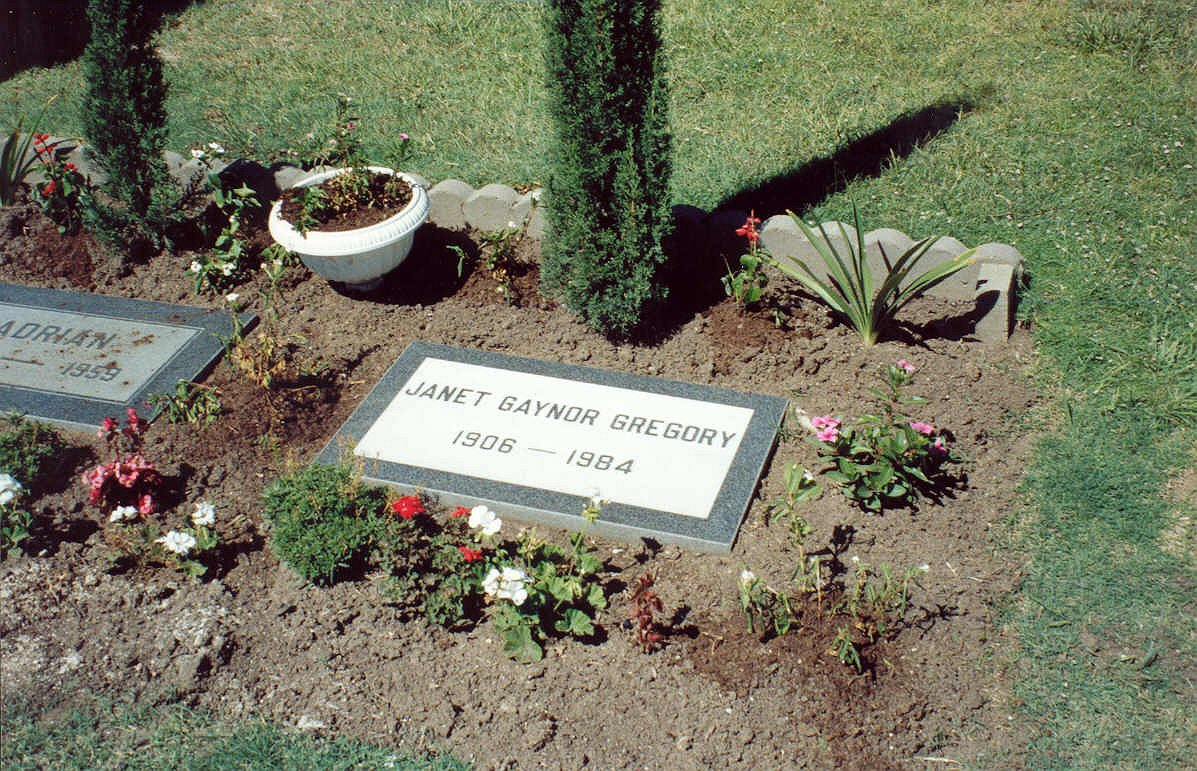
Grab von Janet Gaynor

- Ed Gardner (1901–1963), Schauspieler
- Judy Garland (1922–1969), Sängerin und Schauspielerin (umgebettet vom Ferncliff Cemetery, Hartsdale, N. Y.)
- Janet Gaynor (1906–1984), Schauspielerin
- Estelle Getty (1923–2008), Schauspielerin
- Carmelita Geraghty (1901–1966), Schauspielerin, Frau von Carey Wilson
- Leo Gordon (1922–2000), Schauspieler, Mann von Lynn Cartwright
- Bob Guccione (1930–2010), Fotograf, Filmproduzent, Herausgeber von Penthouse

## H

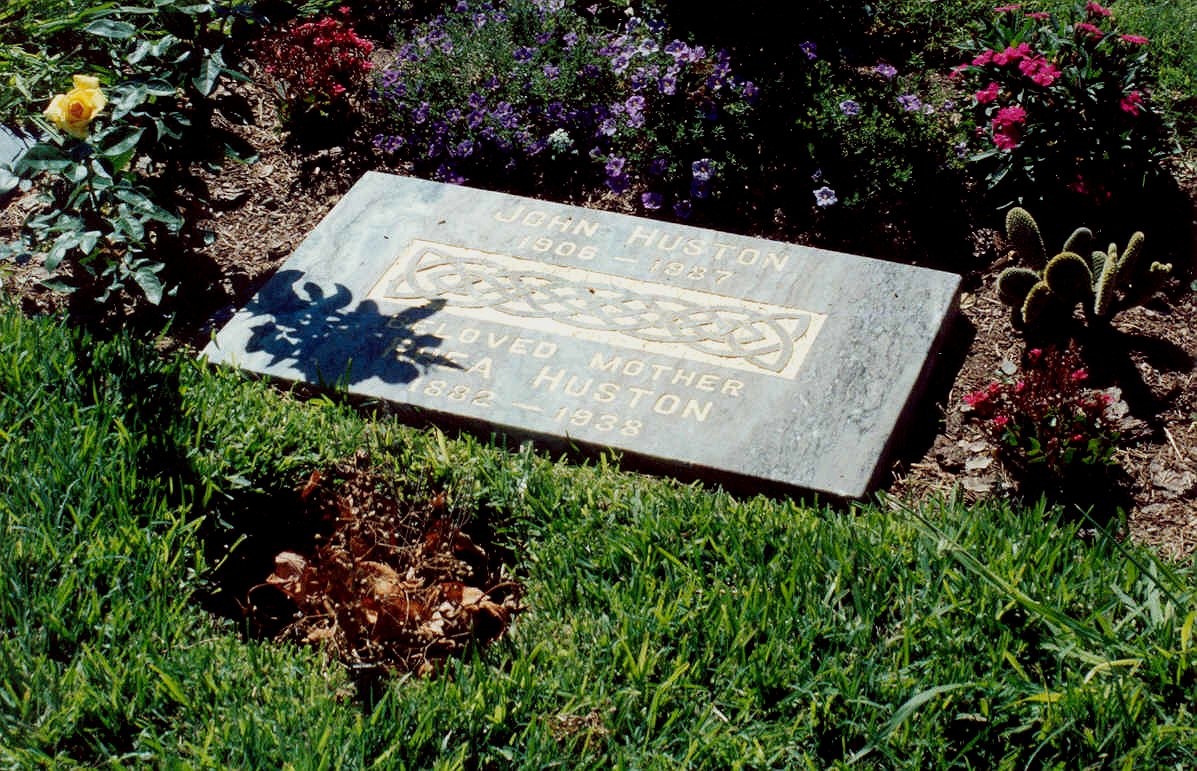
Grab von John Huston

- Bianca Halstead (1965–2001), Punkmusikerin
- Joan Hackett (1934–1983), Schauspielerin
- Valerie Harper (1939–2019), Schauspielerin
- Curtis Harrington (1926–2007), Regisseur
- Mildred Harris (1901–1944), Schauspielerin
- George Harrison (1943–2001), Musiker
- Anne Heche (1969–2022), Schauspielerin, Drehbuchautorin und Regisseurin
- Woody Herman (1913–1987), Jazzmusiker
- Darla Hood (1931–1979), Schauspielerin
- John Huston (1906–1987), Filmregisseur, Drehbuchautor und Schauspieler

## J

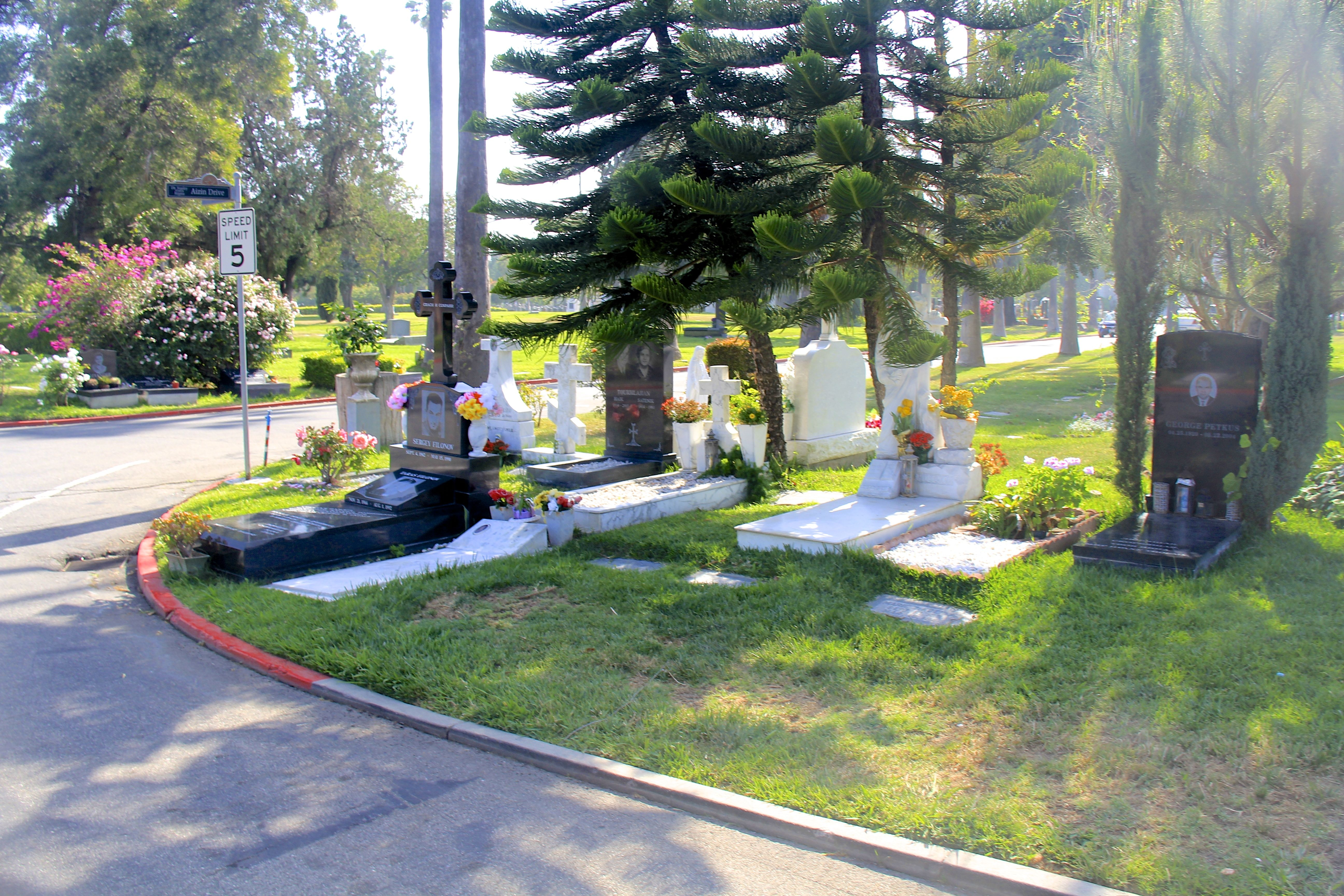
Hollywood Forever Cemetery

- Steve James (1952–1993), Schauspieler
- Herb Jeffries (1913–2014), Jazzmusiker, Schauspieler
- Christopher Jones (1941–2014), Schauspieler
- Walter Jurmann (1903–1971), Komponist

## K
- Ferdinand Kahn (1886–1951), Rechtsanwalt, Schriftsteller und Journalist
- Bronisław Kaper (1902–1983), Komponist
- Roscoe Karns (1891–1970), Schauspieler
- Andrew Koenig (1968–2010), Schauspieler, Drehbuchautor
- Zoltan Korda (1895–1961), Filmregisseur
- Erich Wolfgang Korngold (1897–1957), Komponist, Dirigent und Pianist

## L

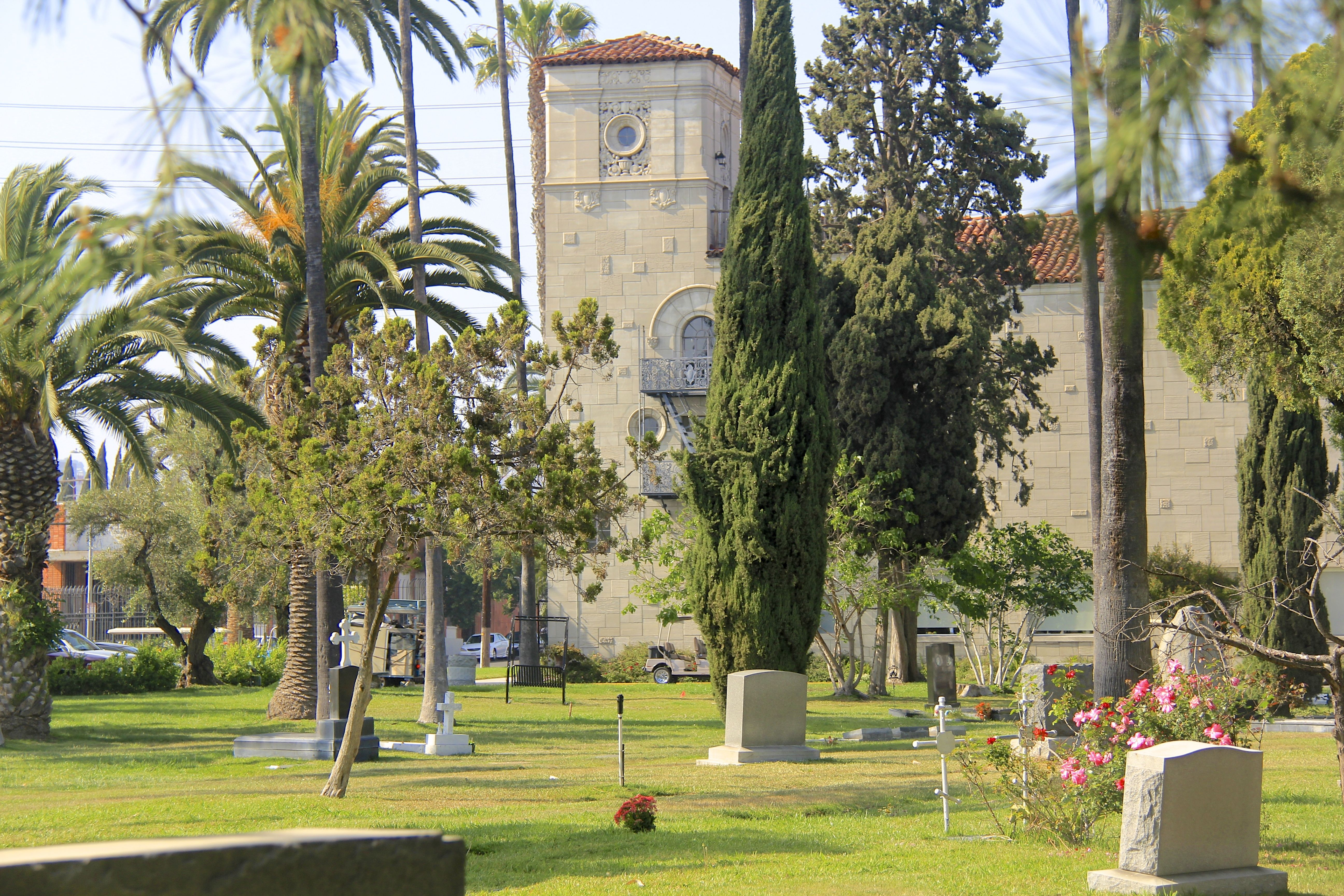
Kapelle

- Don LaFontaine (1940–2008), Sprecher von Kinotrailern
- Jack Lait (1883–1954), Journalist, Autor und Dramatiker
- Arthur Lake (1905–1987), Schauspieler
- Barbara La Marr (1896–1926), Schauspielerin
- Mark Lanegan (1964–2022), Musiker
- Dezső Lányi (1879–1951), Bildhauer
- Jesse L. Lasky (1880–1958), Filmproduzent
- Florence Lawrence (1886–1938), Schauspielerin
- Lester Lee (1903–1956), Komponist
- Henry Lehrman (1886–1946), Regisseur und Schauspieler
- Elmo Lincoln (1889–1952), Schauspieler
- Peter Lorre (1904–1964), Filmschauspieler, Drehbuchautor und Filmregisseur
- David Lynch (1946–2025), Filmregisseur, Maler, Fotograf und Animationskünstler
- Ben Lyon (1901–1979), Schauspieler

## M

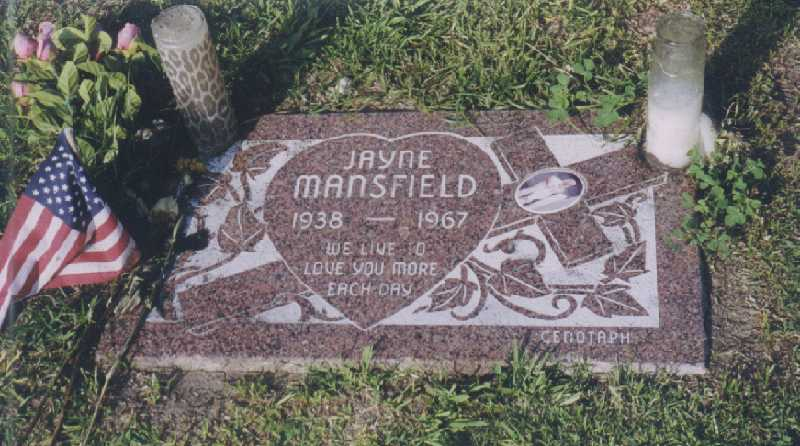
Kenotaph von Jayne Mansfield

- Jeanie Macpherson (1887–1946), Schauspielerin
- Jayne Mansfield (1933–1967), Schauspielerin (Hat hier ein Kenotaph, beerdigt auf dem Fairview Cemetery, Pennsylvania)
- Paul Marco (1925–2006), Schauspieler
- Tully Marshall (1864–1943), Schauspieler, Produzent und Regisseur
- Hattie McDaniel (1893–1952), Schauspielerin (Hat hier ein Kenotaph, beerdigt auf dem Angelus-Rosedale Cemetery, Los Angeles)
- Darren McGavin (1922–2006), Schauspieler
- Adolphe Menjou (1890–1963), Schauspieler
- Charles Middleton (1874–1949), Schauspieler
- Paul Muni (1895–1967), Schauspieler

## N

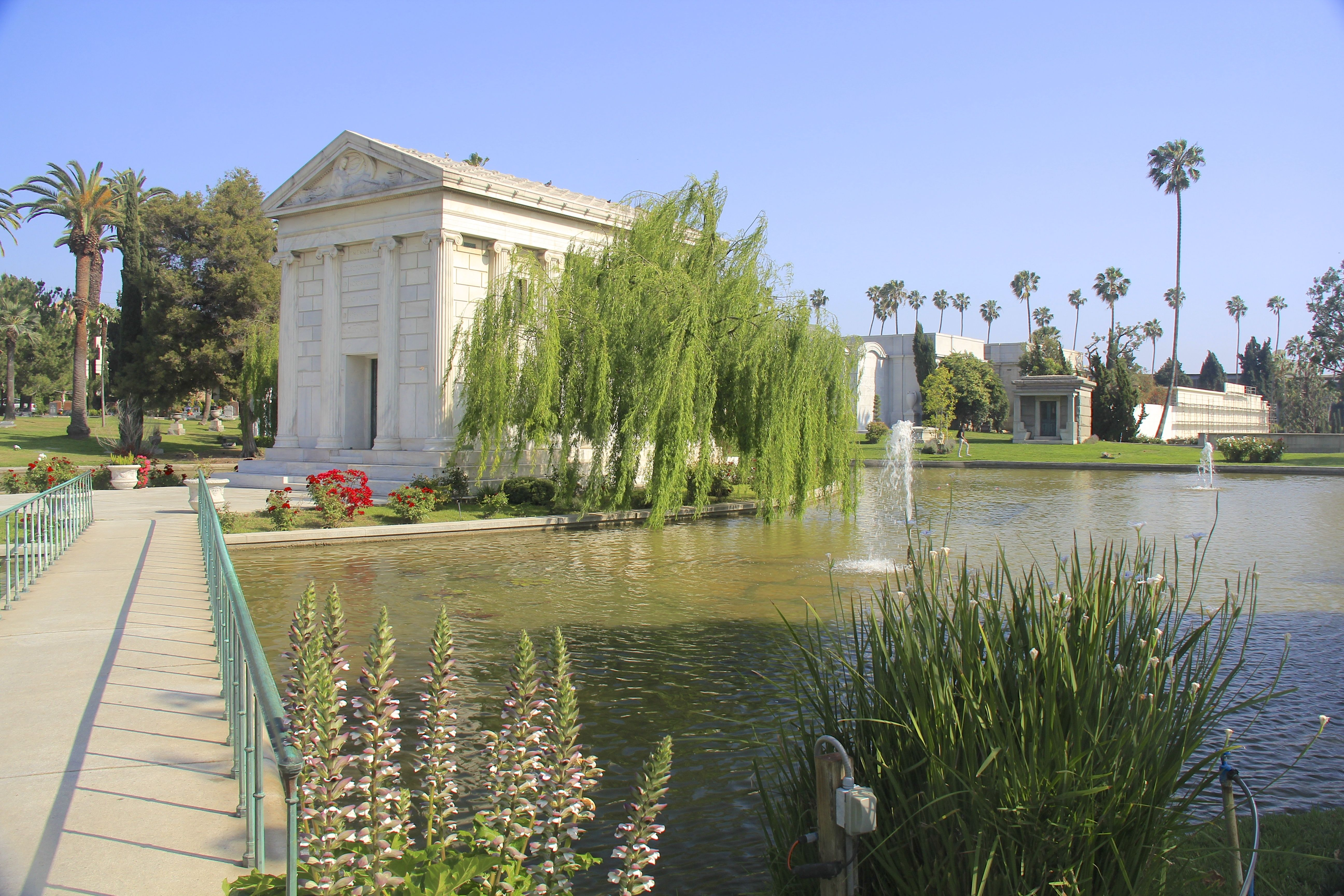
Hollywood Forever Cemetery, 6000 Santa Monica Blvd.

- Dudley Nichols (1895–1960), Drehbuchautor
- Jack Nitzsche (1937–2000), Musiker, Komponist
- Maila Nurmi (1921–2008), Schauspielerin

## O
- Don Oreck (1930–2006), Schauspieler
- Harrison Gray Otis (1837–1917), Zeitungsverleger der Los Angeles Times
- Frank Overton (1918–1967), Schauspieler
- Seena Owen (1894–1966), Schauspielerin, Drehbuchautorin

## P

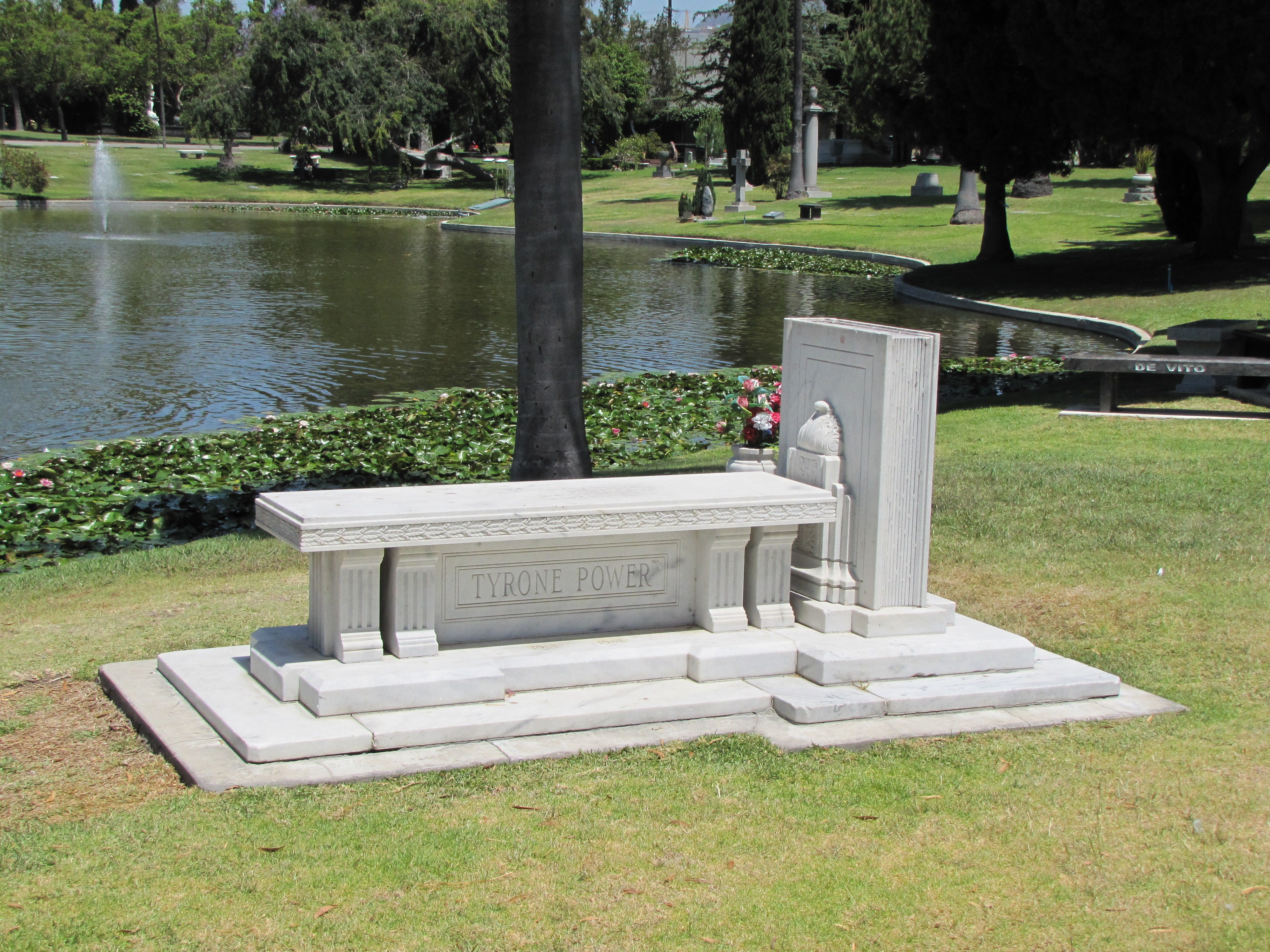
Grab von Tyrone Power, Mai 2012

- Art Pepper (1925–1982), Jazzmusiker
- Joan Perry (1911–1996), Schauspielerin
- Pauline Pfeiffer (1895–1951), Frau von Ernest Hemingway
- Ben Pollack (1903–1971), Jazzmusiker, Bandleader
- Eleanor Powell (1912–1982), Schauspielerin
- Tyrone Power (1914–1958), Schauspieler
- Marie Prevost (1896–1937), Schauspielerin

## R

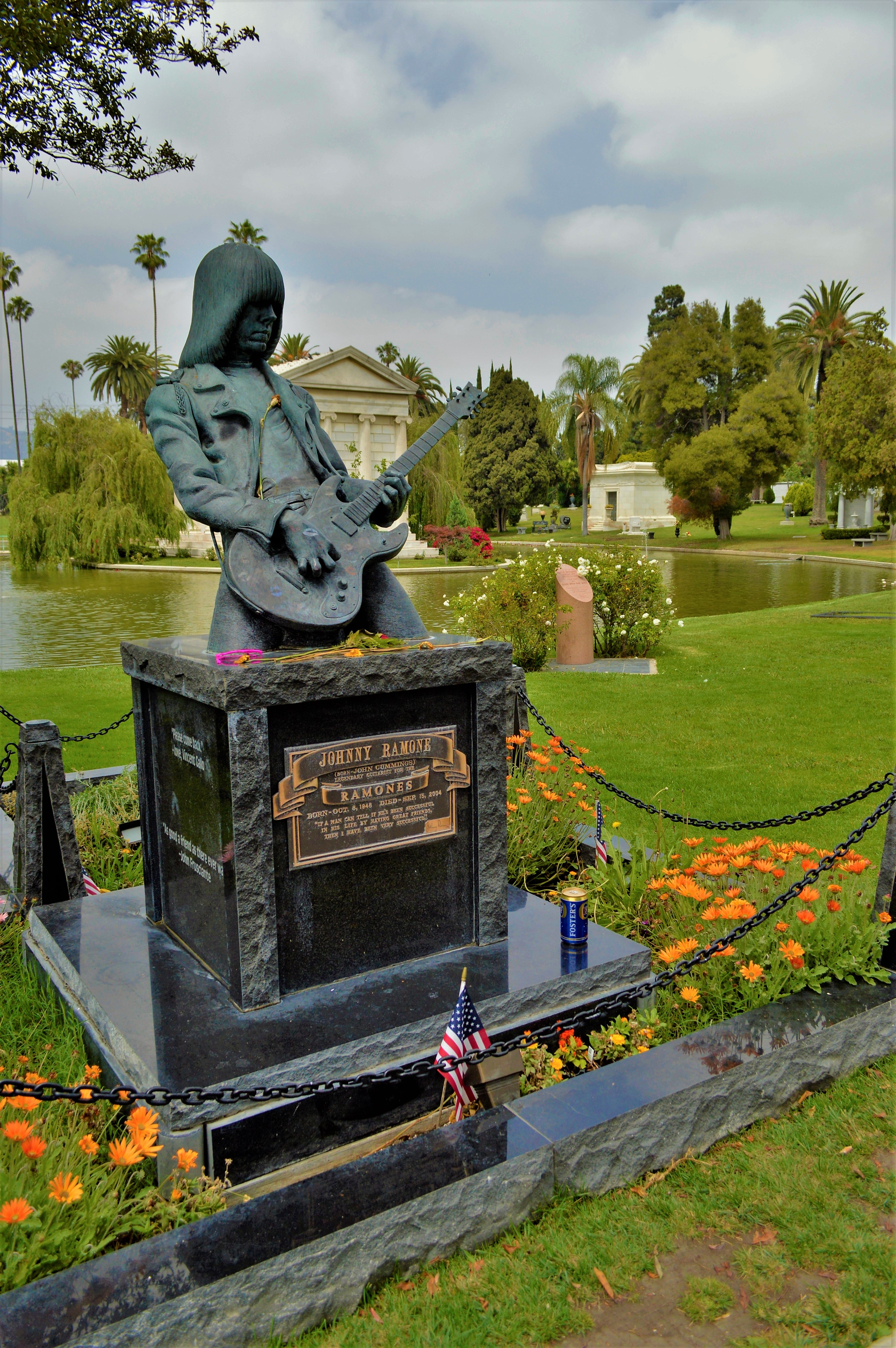
Grab von Johnny Ramone

- Dee Dee Ramone (1951–2002), Bassist der Ramones
- Johnny Ramone (1948–2004, Kenotaph), Gitarrist der Ramones
- Virginia Rappe (1891–1921), Schauspielerin
- Marie Rappold (1872–1952), Sängerin
- Burt Reynolds (1936–2018), Schauspieler
- Nelson Riddle (1921–1985), Komponist
- Theodore Roberts (1861–1928), Schauspieler
- Edward G. Robinson junior (1933–1974), Schauspieler, Sohn von Edward G. Robinson
- Mickey Rooney (1920–2014), Schauspieler
- Harold Rosson (1895–1988), Kameramann

## S

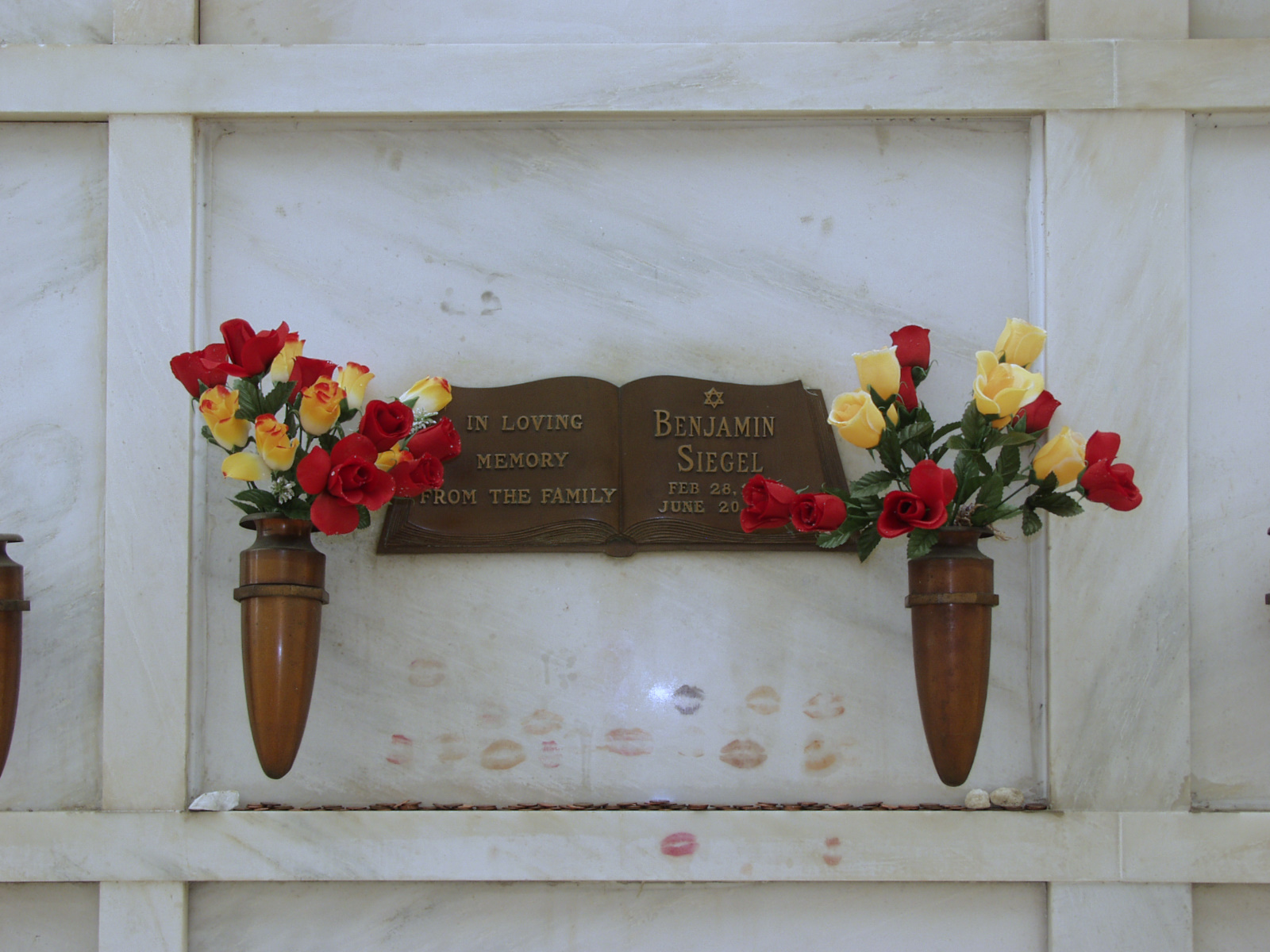
Bugsy Siegels Grab

- Hans J. Salter (1896–1994), Komponist (Filmmusik)
- Ann Savage (1921–2008), Schauspielerin
- Joseph Schildkraut (1896–1964), Schauspieler
- Rudolph Schildkraut (1862–1930), Schauspieler, Vater von Joseph Schildkraut
- Leon Schlesinger (1884–1949), Filmproduzent
- Tony Scott (1944–2012), Filmproduzent, Regisseur und Bruder von Ridley Scott
- Moe Sedway (1894–1952), Mobster
- Almira Sessions (1888–1974), Schauspielerin
- Dirk Shafer (1964–2015), Schauspieler, Drehbuchautor, Model
- Peggy Shannon (1907–1941), Schauspielerin
- Ann Sheridan (1915–1967), Schauspielerin
- Natasha Shneider (1956–2008), Rockmusikerin, Schauspielerin
- Bugsy Siegel (1906–1947), Mobster
- Jerry Siegel (1914–1996), Comicautor (Superman)
- Luther Standing Bear (1868–1939), Schauspieler
- Arthur Stenning (1883–1972), Schauspieler
- Ford Sterling (1883–1939), Schauspieler
- Frank R. Strayer (1891–1964), Filmregisseur und -produzent
- Yma Sumac (1922–2008), Sängerin, Schauspielerin
- Carl Switzer (1927–1959), Schauspieler
- Harold Switzer (1925–1967), Schauspieler, Bruder von Carl Switzer

## T

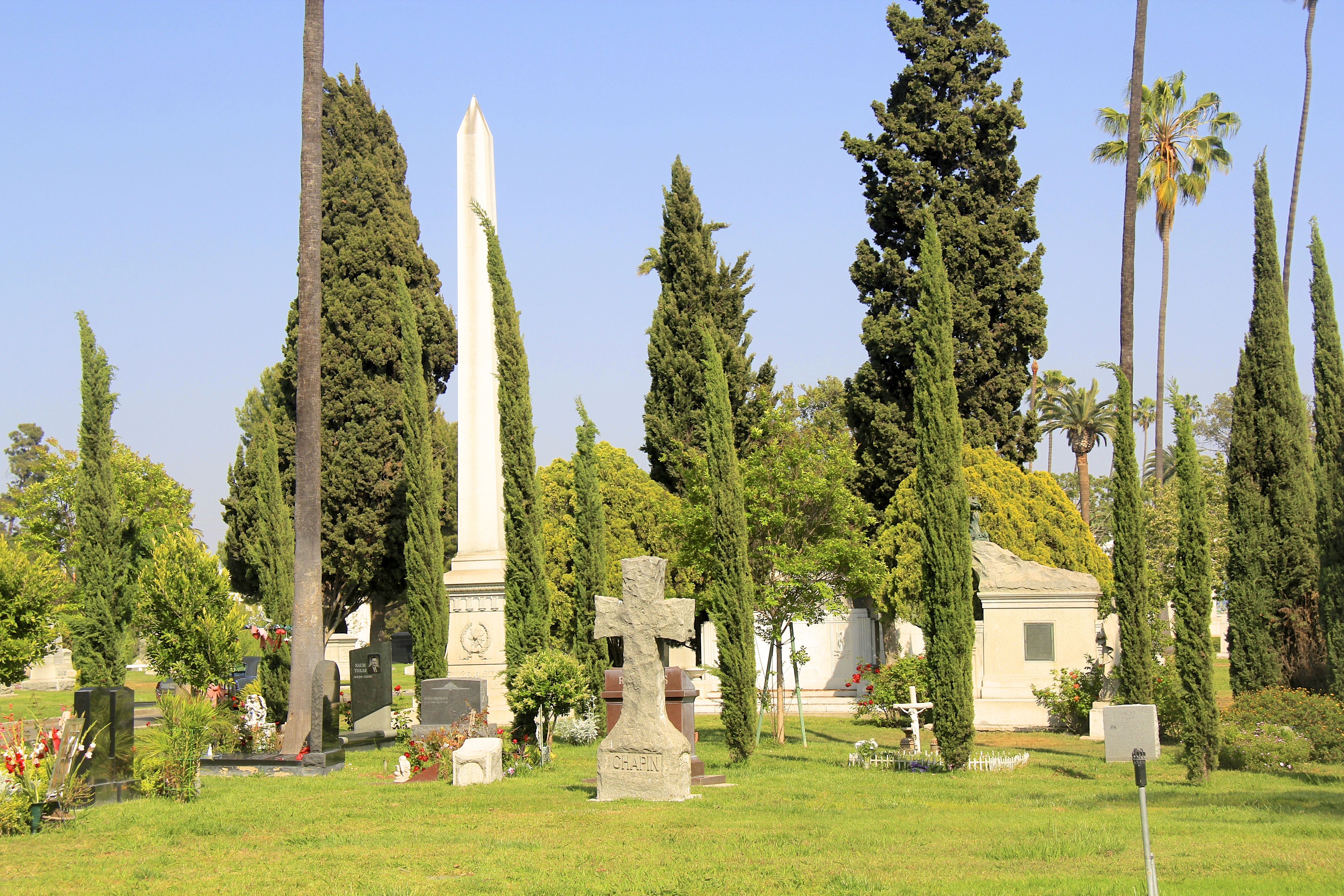
Grabstätten auf dem Hollywood Forever Cemetery

- Constance Talmadge (1898–1973), Schauspielerin
- Natalie Talmadge (1896–1969), Schauspielerin
- Norma Talmadge (1894–1957), Schauspielerin
- Estelle Taylor (1894–1958), Schauspielerin
- William Desmond Taylor (1872–1922), Regisseur
- Verree Teasdale (1903–1987), Schauspielerin
- Gregg Toland (1904–1948), Kameramann
- Tamara Toumanova (1919–1996), Tänzerin, Schauspielerin

sowie der Terrier Terry, bekannt aus dem Film Der Zauberer von Oz

## U
- Edgar G. Ulmer (1904–1972), Regisseur

## V
- Rudolph Valentino (1895–1926), Schauspieler

## W

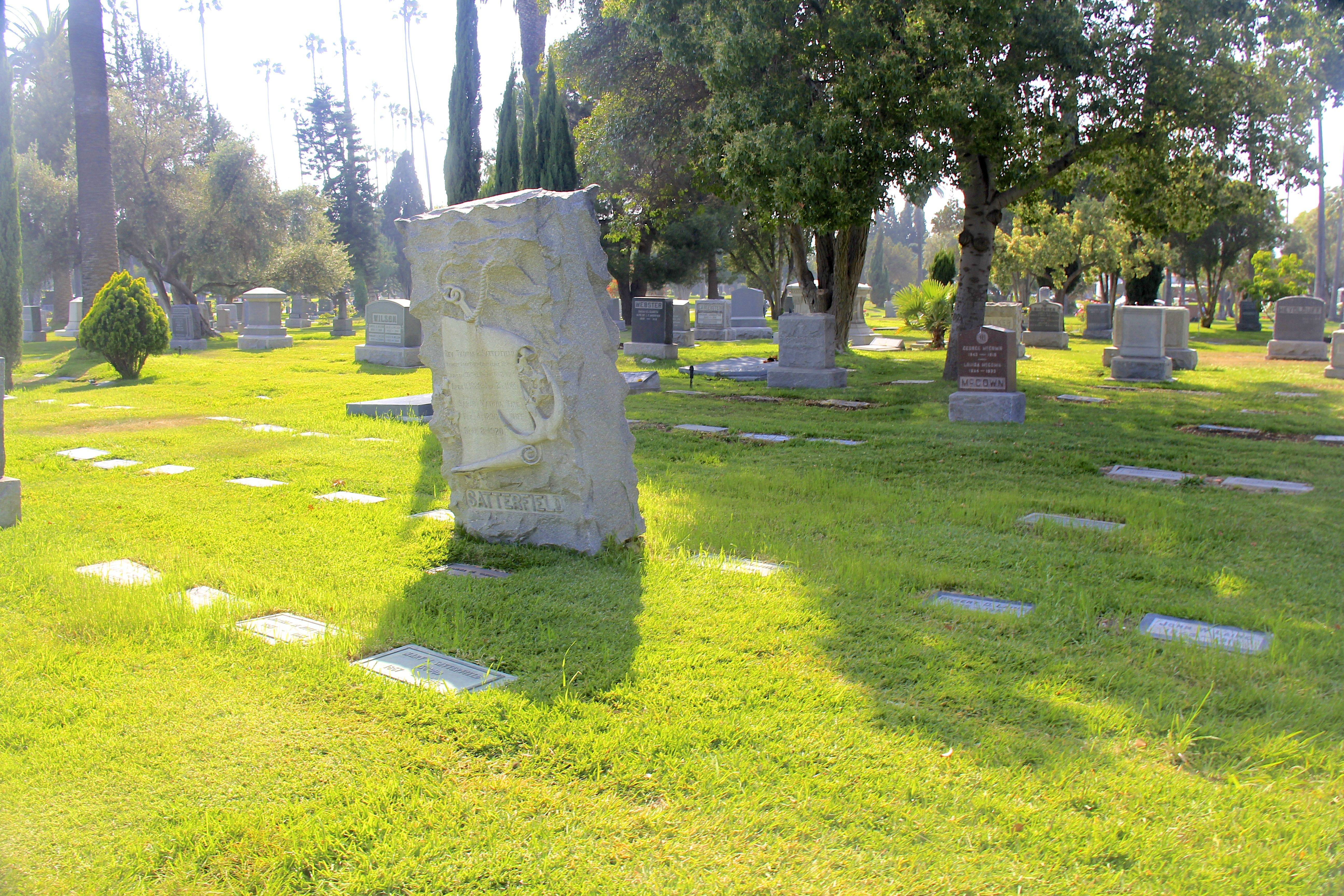
Alte Grabsteine auf dem Hollywood Forever Cemetery

- Jean Wallace (1923–1990), Schauspielerin
- Franz Waxman (1906–1967), Komponist (Filmmusik)
- Clifton Webb (1889–1966), Schauspieler
- Scott Weiland (1967–2015), Sänger (Stone Temple Pilots)
- David White (1916–1990), Schauspieler
- Rozz Williams (1963–1998), Sänger
- Holly Woodlawn (1946–2015), Schauspielerin
- Fay Wray (1907–2004), Schauspielerin

## Y
- Anton Yelchin (1989–2016), Schauspieler
- Francine York (1938–2017), Schauspielerin
- Victor Young (1900–1956), Komponist

## Z
- Erich Zeisl (1905–1959), Komponist